# El Pireo
El Pireo (en griego antiguo: Πειραιεύς, Peiraiéus; en griego moderno Πειραιάς, Pireás) es una ciudad del sudoeste de Grecia situada en la periferia del Ática a orillas del golfo de Egina. Administrativamente, conforma la unidad periférica de El Pireo y es la capital de la Administración descentralizada del mar Egeo (Periferias de Egeo Meridional y Egeo Septentrional). Era el puerto de la antigua ciudad de Atenas y fue elegido para funcionar como puerto moderno cuando esta ciudad fue refundada en 1834. Es uno de los más activos e importantes de Grecia, así como el puerto de referencia para la navegación por las islas del mar Egeo y también una importante escala para las principales compañías navieras del Oriente Próximo. Su población es de 175.607 habitantes (2001).
El Pireo es un promontorio rocoso con tres puertos naturales, el más grande ubicado en el noroeste, que sirve como importante puerto comercial hacia el este del mar Mediterráneo, y los dos más pequeños son utilizados para propósitos navales. El puerto tiene servicios de transbordadores a casi todas las islas del este de Grecia y muchas del norte y este del mar Egeo. La parte occidental del puerto sirve para servicios de carga y cubre una gran área.
El Pireo sigue siendo el mayor centro industrial y portuario del país y es la terminal para el servicio de trenes eléctricos. Cuenta con astilleros, fábricas productoras de maquinaria agrícola, vidrio, textil y productos químicos. Además exporta aceitunas, aceite de oliva y jabón. También tiene una escuela industrial fundada en 1938.

## Historia

### Antigüedad
El Pireo era originariamente una isla, separada del continente por las marismas de Halipedon.

No fue el primer puerto de Atenas, pues durante mucho tiempo se prefirió la ensenada de Falero, visible desde Atenas, al contrario que El Pireo.
El primero en interesarse en El Pireo fue Hipias, que fortificó Muniquia.
Temístocles fue el primero en impulsar a los atenienses para que aprovecharan estos puertos, en vez de usar la bahía arenosa de Falero. La fortificación del Pireo comenzó en el año 493 a. C., durante el arcontado (493-492 a. C.) de Temístocles, para ofrecer a la flota ateniense, compuesta por 200 trirremes, un lugar de fondeo más seguro que la ensenada de Falero. Empezó la construcción de los Muros Largos, que fueron acabados justo al principio de la guerra del Peloponeso. Las fortificaciones fueron demolidas por el espartano Lisandro en 404 a. C., al final de la guerra del Peloponeso, reemplazadas en 393 a. C. por el almirante ateniense Conón.
A Temístocles se debe la elección del sitio de El Pireo para instalar el nuevo puerto de Atenas. A continuación del descubrimiento de los nuevos yacimientos en las minas de Laurión, Atenas tuvo los medios para proceder a los grandes trabajos de fortificaciones y de construcción marítima y Temístocles persuadió a la Asamblea aenienses de desbloquear estos fondos para hacer de Atenas una potencia marítima. Tras el primer arcontado de Temístocles comienzan los trabajos en El Pireo y lo dotan de talleres navales. Estos talleres permiten construir una flota bastante importante como para batir a los persas en la batalla de Salamina en 480 a. C.
Esta victoria persuade a los atenienses de la utilidad de un poder marítimo. Cuando Atenas es destruida por los persas, la reconstruyen fortificándola y hacen lo mismo con El Pireo, que ha sufrido algo por la invasión persa.
La ciudad original de El Pireo fue construida por el arquitecto Hipódamo de Mileto, probablemente en la época de Pericles. El promontorio en sí mismo consta de dos partes, el monte de Muniquia y la proyección de Acté.
Base de la flota de guerra ateniense, El Pireo fue durante cierto tiempo (siglos V-IV a. C.) el asentamiento comercial más grande de Grecia y, como tal, un lugar cosmopolita con una población extranjera residente estimada en unas 5.000-6000 personas en su apogeo.
Siendo con diferencia el mayor de los demos de Atenas, tenía una población con reputación de ser más democrática que la de la propia Atenas.
A diferencia de Atenas, era una ciudad planificada. Se conservan pocas trazas de su plano original, aunque las excavaciones señalan una estructura en retícula de calles anchas (8 m) y estrechas (5 m).
El Pireo se constituyó como ciudad hacia el año 450 a. C., momento en que su puerto ya estaba al servicio de la ciudad de Atenas. Entre los años 461 y 457 a. C. se construyeron las murallas que unían a las dos ciudades, los Muros Largos.
Después de Alejandro Magno, fue ocupado de vez en cuando por una guarnición macedonia, perdiendo su importancia comercial en beneficio de Rodas y Alejandría.
En el año 86 a. C. la ciudad fue destruida por el general romano Sila. Durante el siglo II de nuestra era fue reconstruida por el emperador romano Adriano. Volvió a ganar relevancia durante el siglo XIX tras la independencia de Grecia. En el año 1831 fue elegida de nuevo como el puerto de Atenas.

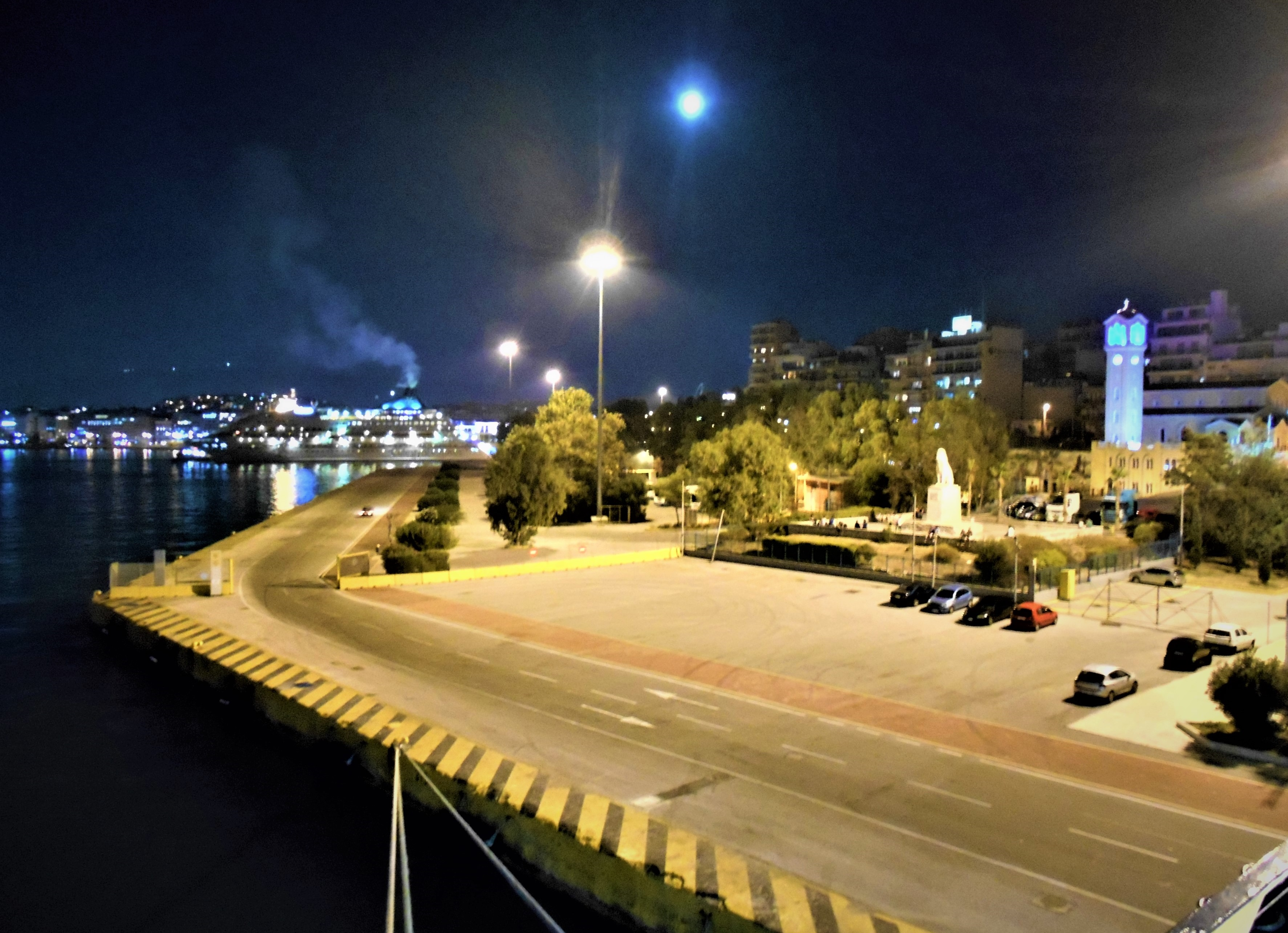
Vista nocturna del puerto del Pireo.

#### Temístocles, fundador de la economía del Pireo
En el tomo V de The Cambridge Ancient History, se puede leer sobre Temístocles: «Era el responsable de la nueva base naval del Pireo, sin la cual su hegemonía marítima no podría haberse mantenido». A Temístocles se debe la elección del lugar del Pireo para instalar el nuevo puerto de Atenas, a continuación del descubrimiento de los nuevos yacimientos en las minas de Laurión, Atenas tiene los medios para proceder a grandes trabajos de fortificación y de construcción marítima y Temístocles persuadió a la Asamblea de que desbloqueara estos fondos para hacer de Atenas una potencia marítima. En el libro II de la Historia de la guerra del Peloponeso, Tucídides explica que «Temístocles (...) encontraba el emplazamiento, afortunadamente, constituido con sus tres puertos naturales y pensaba que acabarían siendo marinos, y estarían en disposición de adquirir poder». También en 493 a. C. durante el primero arcontado de Temístocles comenzaron los trabajos del Pireo que los dotó de talleres navales. Son estos talleres navales los que permitieron construir una flota bastante importante para batir a los persas en la batalla de Salamina, en 480 a. C. Esta victoria convenció a los atenienses de la utilidad de contar con un poder marítimo,. Habiendo sido destruida la ciudad de Atenas por los persas, se afanaron en reconstruirla y fortificarla, e hicieron lo mismo con El Pireo, que había sufrido también la invasión persa.
Estas fortificaciones inquietaban a las ciudades aliadas de Atenas, a Esparta en primer lugar, que temía que fueran los inicios de un importante rival para su hegemonía. También Esparta intentó por todos los medios diplomáticos posibles impedir la fortificación del Pireo, argumentando que en caso de invasión de los persas, ello les procuraría un lugar inexpugnable en el Ática. Pero Temístocles fue a Esparta para tranquilizarles y decidió reconstruir las fortificaciones del Pireo destruidas por los persas siguiendo un modelo más amplio: los muros del Pireo tenían 60 estadios de circunferencia y Temístocles ordenó que se erigieran bastante altos y suficientemente anchos para que pudieran ser defendidos por los hombres menos aptos (inválidos, viejos), mientras que el resto de los soldados embarcaría en los trirremes. Estos muros tenían (Tucídides, I, 93) un ancho tal que podían cruzarse dos carros de frente.
La fortificación de El Pireo la convirtió en una plaza militar inexpugnable y, por consiguiente, un puerto comercial seguro, pues los comerciantes no tenían miedo de almacenar sus productos. Por eso, estas fortificaciones corren parejas con el desarrollo de este puerto. Falero fue abandonado en beneficio del Pireo, más grande, mejor fortificado y articulado al pie de las colinas que permitían una buena vigilancia. Temístocles fue, pues, el primero en haber comprendido la importancia del Pireo, en primer lugar para construir una gran flota en caso de una nueva invasión persa, pero también para estimular el comercio y hacer de Atenas una potencia marítima bien protegida. Pero su proyecto más ambicioso, los Muros Largos que unían Atenas con El Pireo, fue realizado tras su ostracismo en 471, por haber sido acusado de medismo.

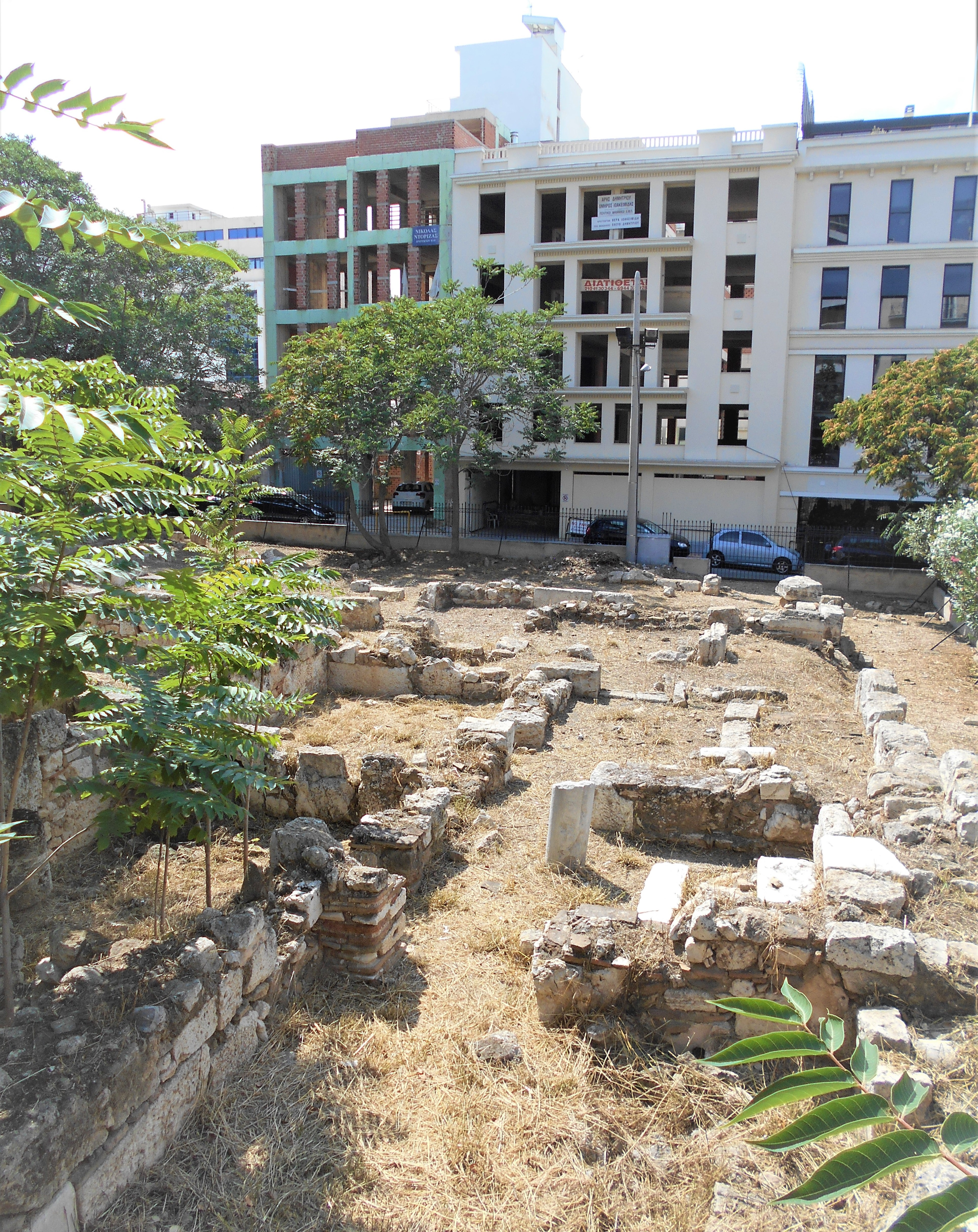
Plaza Rontiri, una sección de la ciudad antigua del Pireo durante el período romano.

#### De la edad de oro a la caída
Los comienzos del periodo clásico constituyen la edad de oro del Pireo, que adquiere una hegemonía en el comercio griego, y ello en detrimento de otros puertos, como Calcis, Eretria, Egina o incluso Corinto, que es, sin embargo, el único puerto en lograr mantenerse. A partir de 451 a. C., la ciudad de El Pireo es reconstruida totalmente según un vasto plano arquitectural por Hipódamo, los almacenes y arsenales son agrandados y la ciudad se dota de templos y de dársenas. El Pireo aparece entonces como una clave del auge ateniense, ya que le confiere seguridad, prosperidad económica y comercial, así como poder naval sin igual. Los ingresos de El Pireo, unidos a los de las minas de Laurión, constituyen entonces más del 65% del presupuesto del Estado ateniense, el desarrollo de la navegación que compensa la pobreza de la tierra del Ática. El Pireo se acerca igualmente a Atenas en la medida en que sus habitantes toman cada vez más parte en la democracia ateniense, pues la tradición democrática está muy anclada en El Pireo. Finalmente, los Muros Largos, construidos entre 461 y 456 a. C. y que unieron El Pireo con Atenas mediante una doble muralla de unos 6 kilómetros, acabaron de proteger la ciudad y le confirieron no solo cualidades defensivas, sino también potencial agresivo. La importancia de estos Muros Largos se expresa bien en el libro I de la Historia de la Guerra del Peloponeso, puesto que Tucídides nos enseña que Temístocles pensaba que El Pireo tenía más utilidad que la ciudad alta y repetía a menudo a los atenienses, que si impedían que un asaltante alcanzara el puerto por tierra, con su flota podrían hacerle frente.
A pesar de este cuadro idílico, esta edad de oro tocó a su fin a mediados del siglo V a. C. Las fortificaciones del Pireo habían despertado la desconfianza de los lacedemonios, y los otros puertos griegos (Megara y Corinto especialmente) habían sufrido mucho por la hegemonía del Pireo. Por eso, las razones de la guerra del Peloponeso son esencialmente económicas; a Esparta no le cuesta ningún trabajo convencer a las ciudades que habían sufrido la expansión ateniense de que se unieran a ella para hacer la guerra a Atenas. El esfuerzo bélico provoca en El Pireo la ruina de varios comerciantes, pues son requisados locales y naves y el comercio disminuye en provecho de los gastos militares. Las incursiones lacedemonias en el territorio ático inducen a Pericles a reunir la población en las murallas atenienses, que se extienden por una decena de kilómetros, siguiendo así el consejo de Temístocles. Sin embargo, las murallas del Pireo, lo mismo que la ciudad, no han sido concebidas para acoger a tan gran número de personas, por lo que la población se amontonó y encontró refugio en los templos, bajo los pórticos. Esta situación fue propicia para la propagación de una enfermedad, la peste, que hizo estragos un año más tarde en la población, favorecida por la casi ausencia de alcantarillas en El Pireo, así como por el reducida suministro de agua y la ausencia de fuentes. Tucídides, en el Libro II, 48, explica que Atenas se vio atacada bruscamente, y fue El Pireo el primer lugar donde la gente se contagió; y dijeron que los peloponienses habían envenenado los pozos (pues no había fuentes aún en este lugar). Luego alcanzó la ciudad alta y la cantidad de muertos fue desde entonces mucho mayor. La peste, que pudo con Pericles y sus dos hijos, resultó un golpe fatal para El Pireo que atravesaba entonces una crisis económica y comercial sin precedentes. El desastre de Sicilia de 415 a. C. remató esta crisis, privando a los atenienses de muchas naves.
El Pireo tenía una tradición democrática muy enraizada. Así, durante el régimen de los Cuatrocientos, en el año 411 a. C., fueron los soldados del puerto quienes se unieron y se adueñaron del Pireo a seguido de una guerra civil declarada en las calles. Pero eso no impidió a los lacedemonios propinar un golpe fatal al Pireo, cuando -después del asedio victorioso de Atenas- exigieron que los Muros Largos y las fortificaciones de Atenas y del Pireo fueran demolidos. El golpe fue más fuerte para los habitantes del Pireo, cuyos comercios fueron destruidos por Lisandro, quien había ordenado que la destrucción se hiciera al son de las flautas, como si se tratase de una fiesta. Atenas volvió a ser víctima de una revolución oligárquica y de la instauración del régimen de los Treinta Tiranos, que se ensañó particularmente con El Pireo, foco de la revolución contra el régimen de los Cuatrocientos. Este encarnizamiento contribuyó a una nueva rebelión democrática en el invierno del 404 a. C., que partió del Pireo y estaba dirigida por Trasíbulo, quien logró tomarlo y resistir los asaltos de los soldados de los Treinta Tiranos. Aunque los hoplitas espartanos consiguieron vencerles a continuación en una auténtica demostración militar, la democracia fue restablecida un año más tarde, en 403 a. C.
El Pireo constaba de tres puertos: Zea y Muniquia al este, ambos utilizados para los barcos de guerra, y el gran puerto de Cántaros al oeste. Este último se convirtió en un mercado floreciente. La población de la ciudad estaba constituida ante todo por metecos, que hicieron del puerto una ciudad comercial y cosmopolita, donde los dioses extranjeros estaban junto a los dioses griegos.

Estos tres puertos fueron limitados por los muelles y fortificados. Podían ser cerrados mediante cadenas tendidas en las entradas.
 Una nueva ciudad se fue organizando alrededor del Pireo con un plano en damero concebido por el arquitecto Hipódamo de Mileto a mitad del siglo V a. C.
Fue en El Pireo donde Trasíbulo restableció la democracia ateniense al expulsar al gobierno de los Treinta Tiranos, acuartelados en la fortaleza de Muniquia. Esta fortaleza fue ocupada por una guarnición macedonia y después por una romana.
El general romano Sila asedió El Pireo y destruyó luego la ciudad en el 87 - 86 a. C. Estrabón dice que en su época la ciudad era una miserable aldea. Parece que volvió a ser un centro comercial floreciente en la época imperial.

Constantino I utilizó aún el puerto para su flota de guerra.
La incursión de Alarico I en 396 dio el golpe de gracia a la ciudad.

### Edad Media y dominación otomana
En 1040, el Varego Harald Hardraada fue a reprimir una insurrección ateniense. Desembarcó en El Pireo, llamado entonces Porto Leone o Porto Draco. Este nombre le había sido dado a causa de la estatua del león (o leona), quizás originaria de Delos que se hallaba en la extremidad del promontorio de Alkimos. Una reproducción es aún visible actualmente. En dicha estatua Harald Hardraada grabó unas runas.
La estatua fue llevada por Francesco Morosini en 1687 a Venecia, donde se conserva en la entrada del Arsenal.
El Pireo se llamaba Aslan-Liman durante la dominación otomana.

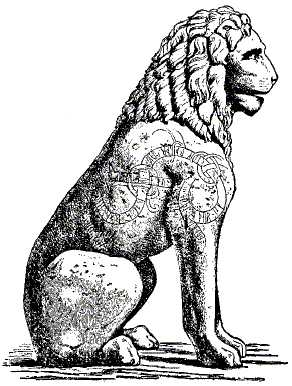
El león y las runas grabadas.

### Época contemporánea

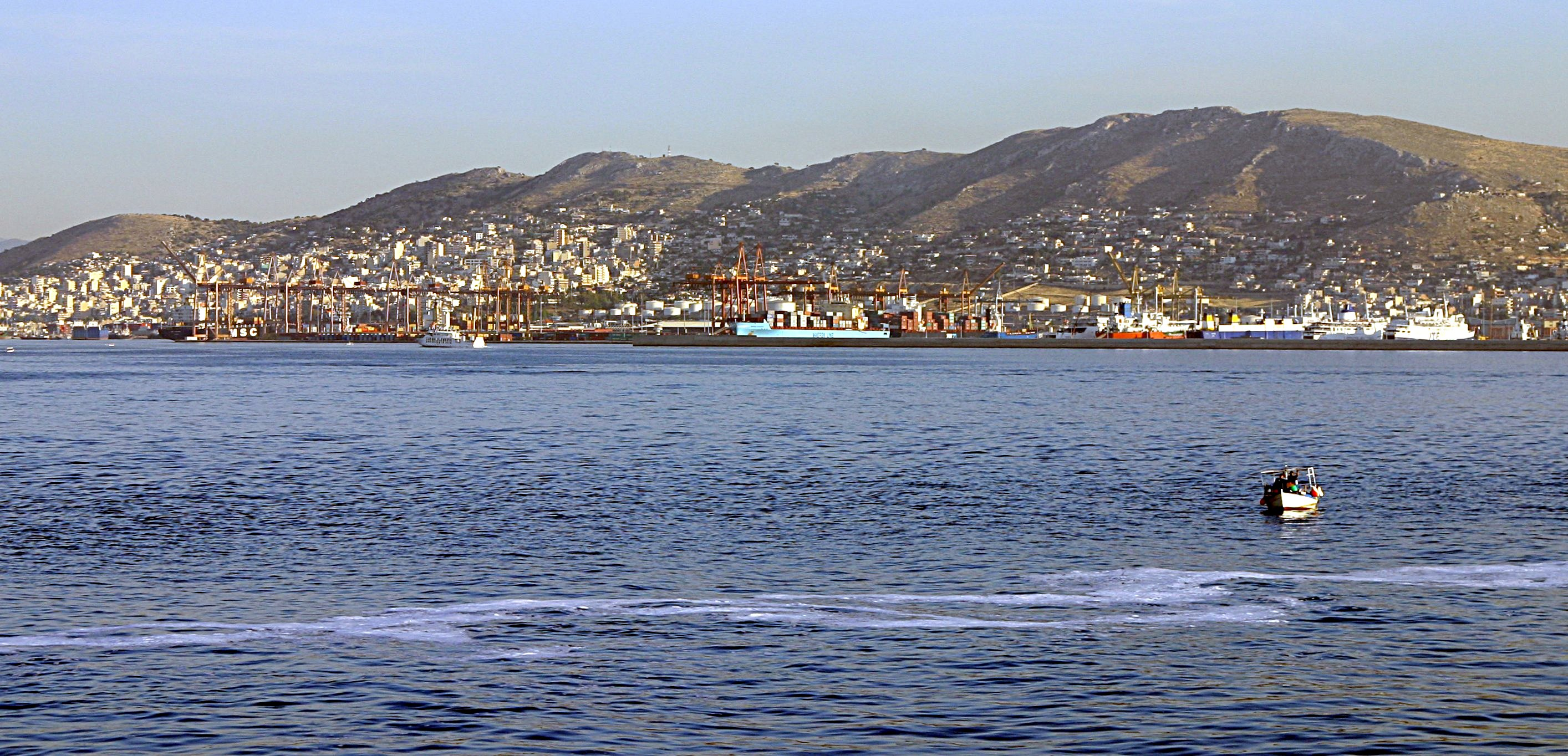
Panorámica de Perama, un suburbio del Pireo.

Muniquia recobró su importancia como fortaleza durante la guerra de Independencia de Grecia. De allí partió, en 1827, la columna de refuerzo a los griegos sitiados en la Acrópolis de Atenas. Esta expedición, dirigida por Sir Richard Church, fracasó en su tentativa y el capitán general Georgios Karaiskakis perdió la vida. El general Gordon logró apoderarse luego de Muniquia desde febrero hasta mayo de 1827.
El Pireo fue elegido en 1834 para albergar el emplazamiento del nuevo puerto de Atenas.
 La ciudad contaba con 900 habitantes en 1836. Chauteaubriand no había visto más que una casita de aduanero. El Pireo fue repoblado en aquel entonces por los habitantes de las islas que llegaron en busca de un empleo.

En 1850, el Reino Unido procedió con Palmerston a bloquear el puerto a consecuencia del incidente Don Pacífico. El Reino Unido, esta vez acompañado por la flota francesa, procedió a un nuevo bloqueo entre 1854 y 1857, a causa de la política exterior y de las deudas de Grecia, así como por la Guerra de Crimea.
El Pireo tenía 11 000 habitantes en 1869 y 50.000 en 1895. La ciudad estalló con la "Gran Catástrofe": el cambio de población con Turquía tras el Tratado de Lausana de 1923. El número de habitantes del Pireo se triplicó.

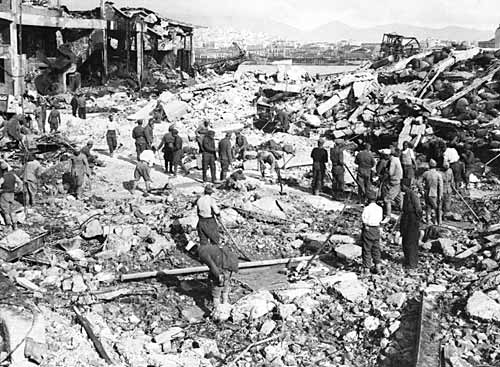
Daños causados por un bombardeo alemán en El Pireo el 7 de abril de 1941.

El 6 de abril de 1941, día del ataque alemán contra Grecia durante la Segunda Guerra Mundial, la aviación alemana bombardeó el puerto y hundió 11 buques de guerra, sobre todo el Clan Fraser que transportaba 200 toneladas de TNT, que estalló con dos transportes vecinos de municiones, causando inmensos estragos.
En 2007 Vicky Leandros fue teniente de alcalde y el alcalde es Panayótis Fasoúlas.

## Arsenal de Filón
El Arsenal de Filón (en griego: ἡ Φίλωνος ὁπλοθήκη) fue una de las construcciones más admiradas del Pireo hasta su destrucción por Sila. Su arquitecto fue Filón, que llegó a escribir un libro sobre la obra.
Según la inscripción encontrada en 1882, de la cual solo son ilegibles 24 de 5161 letras,se ordenó la construcción en 347-346 a. C., se ordenó la construcción de un arsenal naval (skeuoteca) para guardar los aparejos, las velas, los cabos y todo lo necesario para los trirremes que invernaban en las cercanas dársenas cubiertas de Zea.
 La construcción fue interrumpida en 339 a. C. por el conflicto bélico con Filipo II de Macedonia. Se reanudó en 338 a. C. y finalizó en 329 a. C.
Su fama deriva en parte de su tamaño, con una longitud de 400 pies áticos (unos 118-123 m), como queda constancia por la inscripción de 97 líneas que especificaba las cláusulas de los contratistas. La sección que se puede ver, descubierta en 1988, conserva los arreglos para las puertas dobles de la entrada septentrional del edificio. En total medía 133 metros de largo, 18 metros de ancho y 10 metros de alto.
El edificio, de más de 100 m de longitud, se concibió como galería monumental que unía el puerto militar al Ágora. El espacio central era de tránsito público abierto a los ciudadanos, que, de una a otra parte podían contemplar, entre los pilares que lo limitaban, los aparejos de la flota confiada a la responsabilidad de los magistrados. Una viguería de líneas sencillas pero sólidas contribuía a acrecentar el aspecto monumental de ese edificio, un poco severo en sus líneas exteriores, a pesar del friso dórico que coronaba sus muros desnudos.

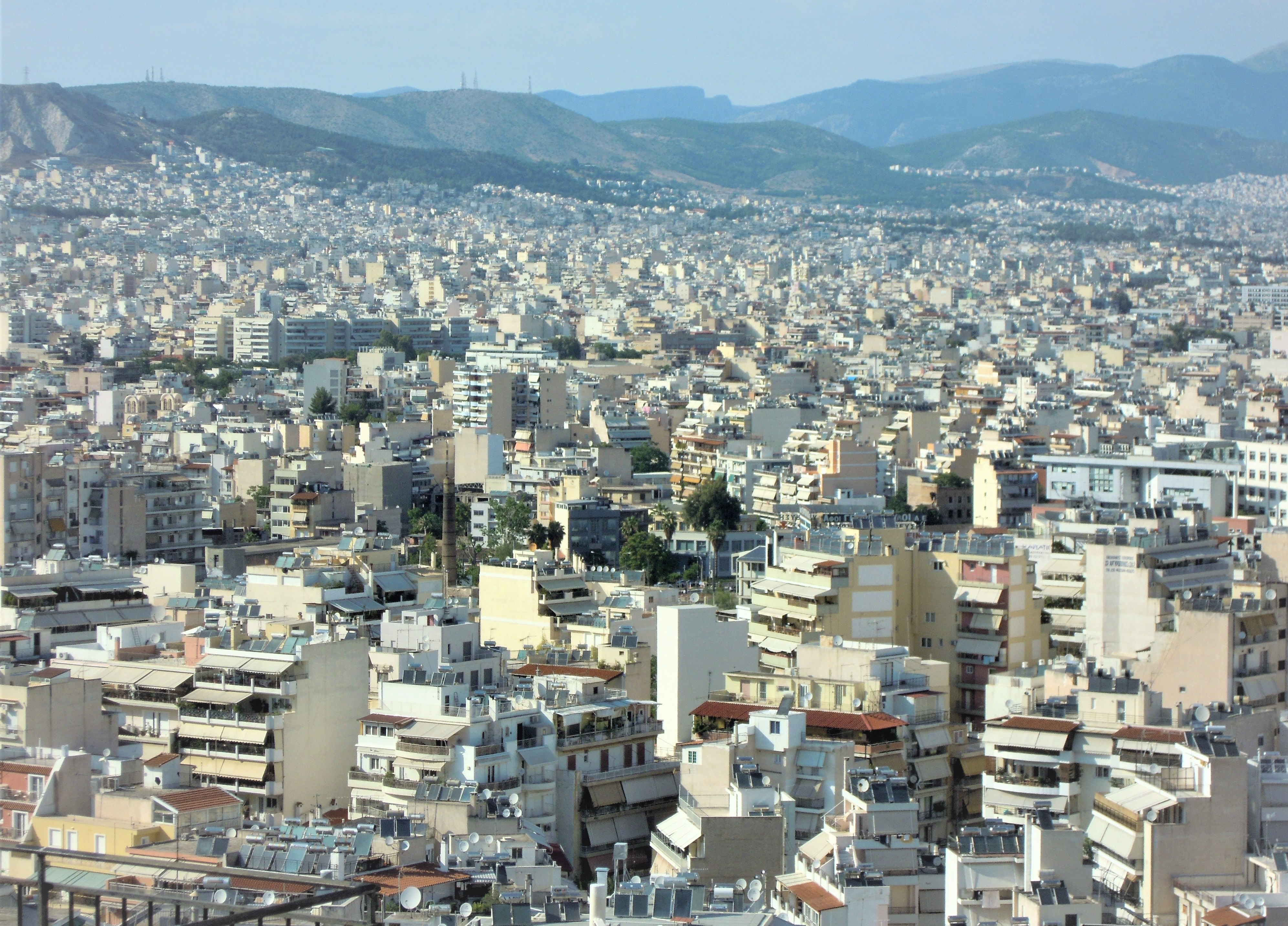
Vista panorámica de la ciudad del Pireo y parte de Atenas desde la colina de Kastella.

## Población
La población del municipio de El Pireo era de 175.697 habitantes en 2001. Si se incluye el área circundante a la ciudad y algunas de las islas del Golfo Sarónico, tenía una población de 541.504 habitantes en 2001.
La ciudad de El Pireo tiene un convenio de hermandad con la ciudad argentina de Rosario.
| Año  | Población del municipio | Cambio            | Densidad        |
| ---- | ----------------------- | ----------------- | --------------- |
| 1981 | 196.389                 | -                 | 17.853,55 / km² |
| 1991 | 182.671                 | - 14.168 / -7,25% | 16.606,45 / km² |
| 2001 | 175.697                 | - 6.974 / -3,82%  | 15.972,45 / km² |

## Deportes
El Pireo es sede del club polideportivo Olympiacos CFP, uno de los clubes deportivos más importantes del país y del mundo, que sobresale por sus secciones de fútbol y baloncesto. En fútbol destaca al ser el club más popular y más laureado del fútbol griego por ser el máximo campeón de la Superliga de Grecia, la Copa de Grecia y la Supercopa de Grecia, por ser el primer club griego en ganar un título internacional oficial de fútbol al conquistar la Copa de los Balcanes de Clubes. También cabe mencionar que se encuentra 30.º en la Clasificación histórica de la Liga de Campeones. El 29 de mayo del 2024 ganó la Conference League tras vencer a la Fiorentina.
En baloncesto, es el segundo club más importante del baloncesto griego, siendo el segundo club más laureado de la Liga de baloncesto de Grecia y de la Copa de baloncesto de Grecia, siendo superado en ambas en palmarés por el Panathinaikos BC y, a nivel internacional, el club ha logrado tres títulos de Euroliga y una Copa Intercontinental FIBA.

## Ciudades hermanadas
- Batumi, Georgia (1996)
- Ciudad de Panamá, Panamá (desde 2021[6])